# سیریل ام. کورنبلوت
سیریل ام. کورنبلوت (انگلیسی: Cyril M. Kornbluth; ۲ ژوئیهٔ ۱۹۲۳ – ۲۱ مارس ۱۹۵۸) رمان‌نویس، نویسنده، نویسنده علمی-تخیلی، روزنامه‌نگار، و نویسندهٔ داستان کوتاه اهل ایالات متحده آمریکا بود.
وی همچنین برندهٔ جوایزی همچون جایزه هوگو برای بهترین داستان کوتاه و نشان ستاره برنزی شده‌است.